# Билбао
Билбао (на испански: Bilbao; на баски: Bilbo) е най-големият град на Баската автономна област, разположен в близост до северното крайбрежие на Испания.

## География
Билба̀о е столицата на провинция Биская (Vizcaya). Построен е на бреговете на реките Нервион (Nervión) и Ибаиса̀бал, при мястото им на вливане в Бискайския залив (т.нар. „Естуар на Билбао“, дълъг 15 км).
Климатът е океански с чести валежи през цялата година. Най-дъждовният месец е ноември, когато често се изливат порои.
Градът има 352 700 жители (2011 г.), а населението на метрополията Голям Билбао (с околните предградия) е 1 155 241 души (2011), което представлява почти половината от населението на автономната област.

## История
Градът е основан на 15 юни 1300 г. от бискайския владетел дон Диего Лопес V де Аро.

## Архитектурни забележителности
- Катедралата „Сантяго“
- Мостът „Субисури
- Музеят „Гугенхайм“, открит през 1997 г.
- Стадион „Сан Мамес“
- Театърът „Ариага“

## Икономика
Билбао е най-големият и важен град в страната на баските (Euskal Herria) и един от основните икономически центрове в северната част на Иберийския полуостров.
Пристанището на Билбао е едно от най-големите в Испания и дава работа на над 9500 души. За 2007 през него са преминали 40 милиона тона товари и над 170 000 пътници.
Туризмът е другият стълб в икономиката на града. В миналото известен като миньорски град (големи залежи от желязо, изнасяно в цяла Европа), днес Билбао залага на сектора на услугите. Част от администрацията на BBVA, втората по големина банка в Испания, която е основана в града, също е тук.

## Спорт
Представителният футболен отбор на града се нарича Атлетик Билбао. Той е дългогодишен член на испанската Примера дивисион. Играе своите мачове на стадион „Сан Мамес“.

## Известни личности
Родени в Билбао
- Хоакин Алмуния (р. 1948), политик
- Сабино Арана Гойри (1865 – 1903), писател
- Мариви Билбао (1930 – 2013), актриса
- Анхел Гарма (1904 – 1993), психиатър
- Хуан Лареа (1895 – 1980), поет
- Мигел де Унамуно (1864 – 1936), философ и белетрист

## Побратимени градове
- Буенос Айрес, Аржентина
- Росарио, Аржентина
- Циндао, Китай
- Тбилиси, Грузия
- Питсбърг, Пенсилвания, САЩ